# Apanteles
Apanteles är ett släkte av steklar som beskrevs av Förster 1862. Apanteles ingår i familjen bracksteklar.

## Bildgalleri

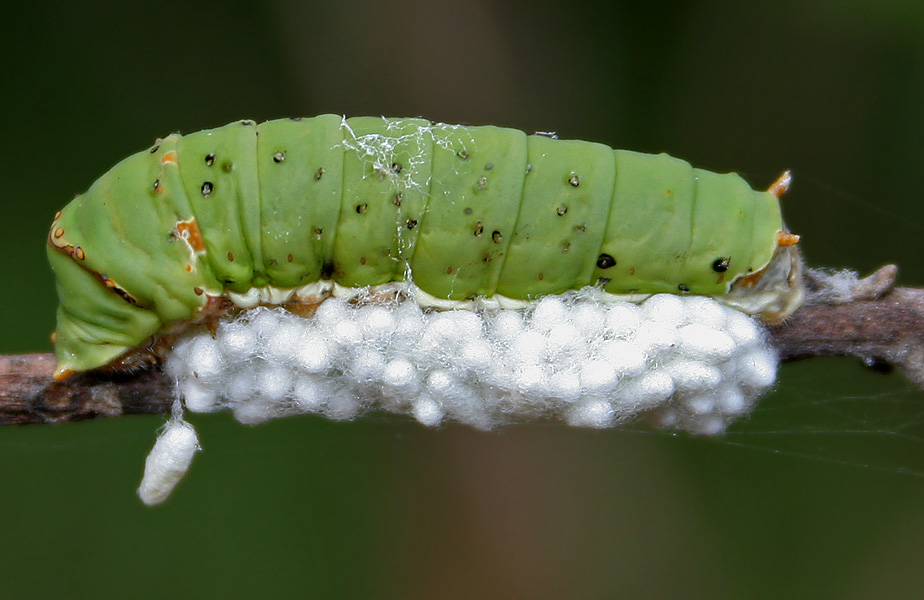

## Dottertaxa tillApanteles, i alfabetisk ordning[1][2]
- Apanteles abdera
- Apanteles abditus
- Apanteles absonus
- Apanteles acaciae
- Apanteles achterbergi
- Apanteles acoris
- Apanteles acratos
- Apanteles acrobasidis
- Apanteles acron
- Apanteles acutissimus
- Apanteles acutituba
- Apanteles acutus
- Apanteles adjunctus
- Apanteles adoxophyesi
- Apanteles adreus
- Apanteles aeolus
- Apanteles aethiopicus
- Apanteles afer
- Apanteles agamedes
- Apanteles agatillus
- Apanteles aggestus
- Apanteles agilis
- Apanteles agilla
- Apanteles aglaope
- Apanteles aglaus
- Apanteles agonoxenae
- Apanteles agrus
- Apanteles agynus
- Apanteles ahmednagarensis
- Apanteles aithos
- Apanteles alarius
- Apanteles alaspharus
- Apanteles alastor
- Apanteles albinervis
- Apanteles albipennis
- Apanteles aletiae
- Apanteles alexanderi
- Apanteles alfalfae
- Apanteles almus
- Apanteles alternatus
- Apanteles aluella
- Apanteles alutaceus
- Apanteles amaris
- Apanteles amenophis
- Apanteles anarsiae
- Apanteles anatole
- Apanteles angaleti
- Apanteles angularis
- Apanteles angulatus
- Apanteles annularis
- Apanteles anodaphus
- Apanteles anomalon
- Apanteles ansatus
- Apanteles antarctiae
- Apanteles anthedon
- Apanteles anthozelae
- Apanteles anticlea
- Apanteles antilla
- Apanteles antsirabensis
- Apanteles anubis
- Apanteles aper
- Apanteles apidanus
- Apanteles apo
- Apanteles appellator
- Apanteles arachidis
- Apanteles araeceri
- Apanteles aragatzi
- Apanteles arcuatus
- Apanteles arene
- Apanteles argante
- Apanteles arginae
- Apanteles argiope
- Apanteles argus
- Apanteles ariadne
- Apanteles aridus
- Apanteles arion
- Apanteles ariovistus
- Apanteles aristaeus
- Apanteles aristolochiae
- Apanteles aristoteliae
- Apanteles arsanes
- Apanteles articas
- Apanteles artissimus
- Apanteles artusicarina
- Apanteles arundinariae
- Apanteles asavari
- Apanteles aso
- Apanteles asotae
- Apanteles assimilis
- Apanteles assis
- Apanteles astydamia
- Apanteles ate
- Apanteles atellae
- Apanteles atreus
- Apanteles atrocephalus
- Apanteles atylana
- Apanteles audens
- Apanteles aurangabadensis
- Apanteles automeridis
- Apanteles avus
- Apanteles azamgarhensis
- Apanteles azollae
- Apanteles azovicus
- Apanteles bactrianus
- Apanteles badgleyi
- Apanteles bagicha
- Apanteles bajariae
- Apanteles bakeri
- Apanteles baldufi
- Apanteles balteatae
- Apanteles balthazari
- Apanteles bambeytriplus
- Apanteles bambusae
- Apanteles banksi
- Apanteles bannaensis
- Apanteles baoli
- Apanteles baoris
- Apanteles barcinonensis
- Apanteles barrosi
- Apanteles basiflavus
- Apanteles batrachedrae
- Apanteles bauhiniae
- Apanteles belippicola
- Apanteles bellatulus
- Apanteles bellicosus
- Apanteles benevolens
- Apanteles benkevitshi
- Apanteles bersus
- Apanteles betheli
- Apanteles bicolor
- Apanteles bidentatus
- Apanteles bifida
- Apanteles bilecikensis
- Apanteles bimacula
- Apanteles biplagae
- Apanteles biroi
- Apanteles biroicus
- Apanteles bistonis
- Apanteles bisulcatus
- Apanteles bitalensis
- Apanteles blandus
- Apanteles bordagei
- Apanteles borocerae
- Apanteles borysthenicus
- Apanteles botydis
- Apanteles brachmiae
- Apanteles bredoi
- Apanteles bres
- Apanteles brethesi
- Apanteles brevicarinatus
- Apanteles brevicarinis
- Apanteles brevimetacarpus
- Apanteles brevivalvatus
- Apanteles breviventris
- Apanteles briareus
- Apanteles britannicus
- Apanteles bruchi
- Apanteles brunnistigma
- Apanteles brunnus
- Apanteles burunganus
- Apanteles bushnelli
- Apanteles butalidis
- Apanteles buteonis
- Apanteles cacao
- Apanteles cacoeciae
- Apanteles cadei
- Apanteles caesar
- Apanteles cajani
- Apanteles calacte
- Apanteles californicus
- Apanteles caligophagus
- Apanteles calycinae
- Apanteles camachoi
- Apanteles cameroonensis
- Apanteles camilla
- Apanteles camirus
- Apanteles canarsiae
- Apanteles candidatus
- Apanteles caniae
- Apanteles capeki
- Apanteles carpatus
- Apanteles carposinae
- Apanteles cassiae
- Apanteles cato
- Apanteles catonix
- Apanteles cauda
- Apanteles cavatipterus
- Apanteles cavatithoracicus
- Apanteles cavifrons
- Apanteles cebes
- Apanteles cecidiptae
- Apanteles celsus
- Apanteles cerales
- Apanteles cerberus
- Apanteles cerialis
- Apanteles cestius
- Apanteles ceto
- Apanteles chalcomelas
- Apanteles changhingensis
- Apanteles characomae
- Apanteles chatterjeei
- Apanteles cheesmanae
- Apanteles cheles
- Apanteles chloris
- Apanteles chrysis
- Apanteles cinerosus
- Apanteles cingulicornis
- Apanteles cinyras
- Apanteles circumscriptus
- Apanteles ciscaucasicus
- Apanteles claniae
- Apanteles clavatus
- Apanteles cleo
- Apanteles clita
- Apanteles cloelia
- Apanteles cockerelli
- Apanteles cocotis
- Apanteles coedicius
- Apanteles coequatus
- Apanteles coffea
- Apanteles coffeellae
- Apanteles coilus
- Apanteles colchicus
- Apanteles coleophorae
- Apanteles compressiabdominis
- Apanteles compressifemur
- Apanteles conanchetorum
- Apanteles concinnus
- Apanteles concordalis
- Apanteles congoensis
- Apanteles conon
- Apanteles conopiae
- Apanteles consimilis
- Apanteles conspicabilis
- Apanteles contactus
- Apanteles contaminatus
- Apanteles contemptus
- Apanteles contergitus
- Apanteles contextus
- Apanteles cordoi
- Apanteles coretas
- Apanteles cornicula
- Apanteles corvinus
- Apanteles coxalis
- Apanteles crassicornis
- Apanteles crates
- Apanteles credne
- Apanteles crispulae
- Apanteles crius
- Apanteles croceicornis
- Apanteles crocidolomiae
- Apanteles crouzeli
- Apanteles cultriformis
- Apanteles cuneiformis
- Apanteles curticornis
- Apanteles curvicaudatus
- Apanteles cuspidalis
- Apanteles cyamon
- Apanteles cyane
- Apanteles cyclorhaphus
- Apanteles cyprioides
- Apanteles cypris
- Apanteles cytherea
- Apanteles daimenes
- Apanteles dakotae
- Apanteles daphne
- Apanteles darjeelingensis
- Apanteles dauricus
- Apanteles decaryi
- Apanteles decoloratus
- Apanteles decorus
- Apanteles deepica
- Apanteles delhiensis
- Apanteles delphinensis
- Apanteles demades
- Apanteles dentatus
- Apanteles deplanatus
- Apanteles depressariae
- Apanteles desantisi
- Apanteles despectus
- Apanteles detrectans
- Apanteles diaphantus
- Apanteles diatraeae
- Apanteles dictys
- Apanteles dido
- Apanteles dilectus
- Apanteles diocles
- Apanteles diourbeli
- Apanteles diparopsidis
- Apanteles dirphiae
- Apanteles discretus
- Apanteles dissimilis
- Apanteles dissors
- Apanteles dolichocephalus
- Apanteles dores
- Apanteles dorsalis
- Apanteles dotus
- Apanteles drupes
- Apanteles drusilla
- Apanteles dryas
- Apanteles duplicatus
- Apanteles earterus
- Apanteles edwardsii
- Apanteles effrenus
- Apanteles elaeodes
- Apanteles elagabalus
- Apanteles eleagnellae
- Apanteles electilis
- Apanteles emarginatus
- Apanteles emesa
- Apanteles endii
- Apanteles endymion
- Apanteles ensiformis
- Apanteles ensiger
- Apanteles epaphus
- Apanteles epiblemae
- Apanteles epijarbi
- Apanteles epinotiae
- Apanteles epiplemicidus
- Apanteles erasmi
- Apanteles erdoesi
- Apanteles erevanicus
- Apanteles eriphyle
- Apanteles eros
- Apanteles errans
- Apanteles erse
- Apanteles espinosai
- Apanteles etiellae
- Apanteles eublemmae
- Apanteles eucalypti
- Apanteles euphobetri
- Apanteles eupolis
- Apanteles euproctidis
- Apanteles euproctisiphagus
- Apanteles eurynome
- Apanteles eurytergis
- Apanteles eutelus
- Apanteles euthaliae
- Apanteles evadne
- Apanteles evadnix
- Apanteles evanidus
- Apanteles evansi
- Apanteles evonymellae
- Apanteles exelastisae
- Apanteles exilis
- Apanteles expulsus
- Apanteles extentus
- Apanteles fabiae
- Apanteles fakhrulhajiae
- Apanteles falcator
- Apanteles fallax
- Apanteles faucula
- Apanteles faustina
- Apanteles fedtschenkoi
- Apanteles feltiae
- Apanteles ficicola
- Apanteles ficus
- Apanteles firmus
- Apanteles flavigastrula
- Apanteles flavostriatus
- Apanteles floralis
- Apanteles florus
- Apanteles fluitantis
- Apanteles folia
- Apanteles fontinalis
- Apanteles forbesi
- Apanteles fredi
- Apanteles frersi
- Apanteles frustratus
- Apanteles fulvigaster
- Apanteles fumiferanae
- Apanteles fundulus
- Apanteles furax
- Apanteles furtim
- Apanteles fuscinervis
- Apanteles fuscivorus
- Apanteles gagates
- Apanteles gahinga
- Apanteles galatea
- Apanteles galleriae
- Apanteles gallicolus
- Apanteles gandoensis
- Apanteles gaytotini
- Apanteles gelechiidivoris
- Apanteles gentilis
- Apanteles geometrivorus
- Apanteles gerontogeae
- Apanteles ghesquierei
- Apanteles gielisi
- Apanteles gitebe
- Apanteles glaber
- Apanteles glyphodes
- Apanteles gnarus
- Apanteles gobicus
- Apanteles gobustanicus
- Apanteles golovushkini
- Apanteles goron
- Apanteles gracilariae
- Apanteles gracilicornis
- Apanteles gracilipes
- Apanteles gracilituba
- Apanteles grandiculus
- Apanteles gratus
- Apanteles guierae
- Apanteles halfordi
- Apanteles halidayi
- Apanteles hamakii
- Apanteles hanoii
- Apanteles hapaliae
- Apanteles harti
- Apanteles hasorae
- Apanteles haywardi
- Apanteles hebrus
- Apanteles hedwigi
- Apanteles hedyleptae
- Apanteles heichinensis
- Apanteles helespas
- Apanteles helleni
- Apanteles hellulae
- Apanteles hemara
- Apanteles hemerobiellicida
- Apanteles hemiaurantius
- Apanteles hemitheae
- Apanteles hersilia
- Apanteles heterusiae
- Apanteles hiberniae
- Apanteles hilaris
- Apanteles hoffmanni
- Apanteles holmgreni
- Apanteles homoeosomae
- Apanteles horaeus
- Apanteles horus
- Apanteles hyalinatus
- Apanteles hyalinis
- Apanteles hyblaeae
- Apanteles hylas
- Apanteles hymeniae
- Apanteles hyperion
- Apanteles hypopygialis
- Apanteles hyposidrae
- Apanteles hypsipylae
- Apanteles icarti
- Apanteles ilione
- Apanteles imitandus
- Apanteles immissus
- Apanteles imperator
- Apanteles impiger
- Apanteles importunus
- Apanteles impunctatus
- Apanteles impurus
- Apanteles inaron
- Apanteles incompletus
- Apanteles indicus
- Apanteles infimus
- Apanteles ingenuoides
- Apanteles inops
- Apanteles inquisitor
- Apanteles insignicaudatus
- Apanteles insignis
- Apanteles insularis
- Apanteles interpolatus
- Apanteles intricatus
- Apanteles inunctus
- Apanteles ione
- Apanteles ippeus
- Apanteles iranicus
- Apanteles iriarte
- Apanteles isander
- Apanteles isus
- Apanteles ituriensis
- Apanteles iulis
- Apanteles ivondroensis
- Apanteles jaroshevskyi
- Apanteles jason
- Apanteles javensis
- Apanteles jhaverii
- Apanteles jilinensis
- Apanteles jubmeli
- Apanteles jujubae
- Apanteles keralensis
- Apanteles kivuensis
- Apanteles kostjuki
- Apanteles kostylevi
- Apanteles kubensis
- Apanteles kurosawai
- Apanteles kuwayamai
- Apanteles labaris
- Apanteles lacteicolor
- Apanteles lacteipennis
- Apanteles lacteoides
- Apanteles lacteus
- Apanteles laevicoxis
- Apanteles laevigatoides
- Apanteles laevigatus
- Apanteles laevissimus
- Apanteles lampe
- Apanteles lamprosemae
- Apanteles lanassa
- Apanteles langenburgensis
- Apanteles laorae
- Apanteles laricellae
- Apanteles laspeyresiae
- Apanteles laspeyresiella
- Apanteles latericarinatus
- Apanteles latiannulatus
- Apanteles laticauda
- Apanteles latistigma
- Apanteles latisulcus
- Apanteles lavignei
- Apanteles laxus
- Apanteles lebene
- Apanteles lectus
- Apanteles lefevrei
- Apanteles lemariei
- Apanteles lenea
- Apanteles leptothecus
- Apanteles leptoura
- Apanteles lesbiae
- Apanteles leucochiloneae
- Apanteles leucopus
- Apanteles leucostigmus
- Apanteles leucotretae
- Apanteles levifidus
- Apanteles levigaster
- Apanteles lineipes
- Apanteles lineodos
- Apanteles linus
- Apanteles liopleuris
- Apanteles lipsis
- Apanteles lissopleurus
- Apanteles lissos
- Apanteles litae
- Apanteles lizeri
- Apanteles locastrae
- Apanteles longiantenna
- Apanteles longicalcar
- Apanteles longicaudatus
- Apanteles longipalpis
- Apanteles longirostris
- Apanteles longistylus
- Apanteles longitergiae
- Apanteles longituba
- Apanteles lucidinervis
- Apanteles lucidus
- Apanteles luctificus
- Apanteles lunatus
- Apanteles luteocinctus
- Apanteles lycidas
- Apanteles lynceus
- Apanteles lyridice
- Apanteles machaeralis
- Apanteles macromphaliae
- Apanteles macrophthalmus
- Apanteles maculipalpis
- Apanteles madecassus
- Apanteles maia
- Apanteles malacosomae
- Apanteles malevolus
- Apanteles mamitus
- Apanteles marica
- Apanteles maritimus
- Apanteles maro
- Apanteles marokkanus
- Apanteles masallensis
- Apanteles masoni
- Apanteles maynei
- Apanteles medioexcavatus
- Apanteles medioimpressus
- Apanteles medon
- Apanteles megagaster
- Apanteles megastidis
- Apanteles megathymi
- Apanteles mehdialii
- Apanteles melanopus
- Apanteles melanotus
- Apanteles melissus
- Apanteles melpomene
- Apanteles memoratus
- Apanteles mendosae
- Apanteles menes
- Apanteles menezesi
- Apanteles meratus
- Apanteles meriones
- Apanteles merope
- Apanteles merula
- Apanteles meruloides
- Apanteles merus
- Apanteles metacarpalis
- Apanteles metacarpellatus
- Apanteles metagenes
- Apanteles metellus
- Apanteles metesae
- Apanteles miantonomoi
- Apanteles midas
- Apanteles milleri
- Apanteles mimi
- Apanteles mimoristae
- Apanteles minator
- Apanteles minnesota
- Apanteles minor
- Apanteles miramis
- Apanteles miris
- Apanteles mirus
- Apanteles moerens
- Apanteles mohandasi
- Apanteles moldavicus
- Apanteles molestae
- Apanteles monocavus
- Apanteles montanus
- Apanteles monticola
- Apanteles morrisi
- Apanteles morroensis
- Apanteles mujtabai
- Apanteles munnarensis
- Apanteles murcia
- Apanteles murinanae
- Apanteles mutabilis
- Apanteles mutilia
- Apanteles muzaffarensis
- Apanteles mycale
- Apanteles mycerinus
- Apanteles mycetophilus
- Apanteles myeloenta
- Apanteles myron
- Apanteles myrsus
- Apanteles nagyi
- Apanteles namkumensis
- Apanteles naromae
- Apanteles naso
- Apanteles natras
- Apanteles navius
- Apanteles necator
- Apanteles nemesis
- Apanteles nepe
- Apanteles nephereus
- Apanteles nephoptericis
- Apanteles nephus
- Apanteles nepitae
- Apanteles niceppe
- Apanteles nidophilus
- Apanteles niger
- Apanteles nigrescens
- Apanteles nigripes
- Apanteles nigritegula
- Apanteles nigrofemoratus
- Apanteles ninigretorum
- Apanteles ninus
- Apanteles nioro
- Apanteles nitidus
- Apanteles nivellus
- Apanteles nixoni
- Apanteles nixosiris
- Apanteles nkuli
- Apanteles noronhai
- Apanteles novatus
- Apanteles novoguineensis
- Apanteles numenes
- Apanteles nycon
- Apanteles nycteus
- Apanteles nydia
- Apanteles nymphis
- Apanteles oatmani
- Apanteles oblicarina
- Apanteles obscurus
- Apanteles obstans
- Apanteles oculatus
- Apanteles odites
- Apanteles oeceticola
- Apanteles oehlkei
- Apanteles oenone
- Apanteles oidaematophori
- Apanteles olivierellae
- Apanteles olorus
- Apanteles ononidis
- Apanteles opacus
- Apanteles oppidicola
- Apanteles oppugnator
- Apanteles opsiphanis
- Apanteles orientalis
- Apanteles oritias
- Apanteles oroetes
- Apanteles orphne
- Apanteles orsedice
- Apanteles ortia
- Apanteles orus
- Apanteles oryzae
- Apanteles oryzicola
- Apanteles oscus
- Apanteles pachkuriae
- Apanteles pachycarinatus
- Apanteles painei
- Apanteles pallidalatus
- Apanteles palpator
- Apanteles paludicolae
- Apanteles pappi
- Apanteles papua
- Apanteles parabolus
- Apanteles paradoxus
- Apanteles paraguayensis
- Apanteles paralechiae
- Apanteles paralus
- Apanteles paranaensis
- Apanteles paranthreneus
- Apanteles paranthrenidis
- Apanteles parasae
- Apanteles parasitellae
- Apanteles parasonium
- Apanteles parasundanus
- Apanteles parbhanii
- Apanteles parkeri
- Apanteles parmula
- Apanteles parsodes
- Apanteles parvicornis
- Apanteles pastranai
- Apanteles patens
- Apanteles peisonis
- Apanteles pellucipterus
- Apanteles pelopea
- Apanteles pelops
- Apanteles penelope
- Apanteles pentagonalis
- Apanteles pentagonius
- Apanteles penthocratus
- Apanteles peridoneus
- Apanteles persephone
- Apanteles perseveratus
- Apanteles pertiades
- Apanteles petilicaudium
- Apanteles petrovae
- Apanteles phaenna
- Apanteles phalis
- Apanteles phaloniae
- Apanteles phaola
- Apanteles philippinensis
- Apanteles philocampus
- Apanteles phoebe
- Apanteles phtorimoeae
- Apanteles phycodis
- Apanteles phytometraduplus
- Apanteles piceotrichosus
- Apanteles piliventris
- Apanteles pilosus
- Apanteles pisenor
- Apanteles planiscapus
- Apanteles platyedrae
- Apanteles platyptiliophagus
- Apanteles platyptiliovorus
- Apanteles plesius
- Apanteles polaszeki
- Apanteles politiventris
- Apanteles pongamiae
- Apanteles praetor
- Apanteles pratapae
- Apanteles princeps
- Apanteles prinoptus
- Apanteles priscus
- Apanteles proagynus
- Apanteles probatus
- Apanteles procoxalis
- Apanteles prodeniae
- Apanteles propinquus
- Apanteles propylae
- Apanteles prosopis
- Apanteles prosper
- Apanteles prosymna
- Apanteles prozorovi
- Apanteles prusias
- Apanteles psarae
- Apanteles psenes
- Apanteles pseudoglossae
- Apanteles pseudomacromphaliae
- Apanteles pterophori
- Apanteles pterophoriphagus
- Apanteles puera
- Apanteles pulcher
- Apanteles punctatissimus
- Apanteles punctiger
- Apanteles purdus
- Apanteles pusaensis
- Apanteles pycnos
- Apanteles pyrene
- Apanteles pyrodercetus
- Apanteles quadratus
- Apanteles quadrifacies
- Apanteles quinquecarinis
- Apanteles racilla
- Apanteles radiarytensis
- Apanteles raesus
- Apanteles rangii
- Apanteles raviantenna
- Apanteles reedi
- Apanteles regalis
- Apanteles reicharti
- Apanteles renatus
- Apanteles renaulti
- Apanteles repletus
- Apanteles reticarina
- Apanteles rhipheus
- Apanteles rhomboidalis
- Apanteles ricini
- Apanteles riograndensis
- Apanteles risbeci
- Apanteles riverae
- Apanteles robustus
- Apanteles roepkei
- Apanteles rooibos
- Apanteles rosaces
- Apanteles rostratus
- Apanteles rudolphae
- Apanteles rufescentis
- Apanteles ruficornis
- Apanteles ruficoxis
- Apanteles rufithorax
- Apanteles rufulus
- Apanteles rugiceps
- Apanteles rugosus
- Apanteles ruidus
- Apanteles rutilans
- Apanteles saegeri
- Apanteles sagax
- Apanteles sagus
- Apanteles salutifer
- Apanteles samedovi
- Apanteles samoanus
- Apanteles sanctivincenti
- Apanteles saravus
- Apanteles sarpedon
- Apanteles sartamus
- Apanteles sauros
- Apanteles scaber
- Apanteles scabipunctus
- Apanteles schneideri
- Apanteles schoenobii
- Apanteles schoutedeni
- Apanteles scultena
- Apanteles scutellaris
- Apanteles semele
- Apanteles senegalensis
- Apanteles seriphia
- Apanteles seyali
- Apanteles seydeli
- Apanteles seyrigi
- Apanteles shivranginii
- Apanteles shrii
- Apanteles sicarius
- Apanteles siderion
- Apanteles significans
- Apanteles simulatus
- Apanteles simulissimus
- Apanteles simus
- Apanteles singaporensis
- Apanteles singularis
- Apanteles sisenna
- Apanteles smerdis
- Apanteles sodalis
- Apanteles soikai
- Apanteles solenobiae
- Apanteles solox
- Apanteles sonani
- Apanteles sophiae
- Apanteles sophrosine
- Apanteles sosis
- Apanteles spanis
- Apanteles speciosissimus
- Apanteles sphenarchi
- Apanteles sphingivorus
- Apanteles spiciculus
- Apanteles spilosomae
- Apanteles splendidus
- Apanteles stagmatophorae
- Apanteles stantoni
- Apanteles starki
- Apanteles statius
- Apanteles stegenodactylae
- Apanteles stennos
- Apanteles stenomae
- Apanteles stenosis
- Apanteles stenotelas
- Apanteles stictipes
- Apanteles striatopleurus
- Apanteles striatus
- Apanteles subaltus
- Apanteles subandinus
- Apanteles subcamilla
- Apanteles subcristatus
- Apanteles subductus
- Apanteles subemarginatus
- Apanteles subgentilis
- Apanteles sublabene
- Apanteles subpunctatus
- Apanteles subrugosus
- Apanteles subversor
- Apanteles suevus
- Apanteles suffectus
- Apanteles sugae
- Apanteles sundanus
- Apanteles syleptae
- Apanteles sylvaticus
- Apanteles symithae
- Apanteles symmysta
- Apanteles szalayi
- Apanteles szelenyii
- Apanteles tachardiae
- Apanteles taeniaticornis
- Apanteles taiticus
- Apanteles taiwanensis
- Apanteles takeuchii
- Apanteles talinum
- Apanteles taoi
- Apanteles tapatapaoanus
- Apanteles taragamae
- Apanteles tarasi
- Apanteles tasmanicus
- Apanteles tedanius
- Apanteles tedellae
- Apanteles telon
- Apanteles terrestris
- Apanteles thespis
- Apanteles thoseae
- Apanteles thujae
- Apanteles thurberiae
- Apanteles tiapi
- Apanteles tigasis
- Apanteles tigris
- Apanteles tineaephagus
- Apanteles tiracolae
- Apanteles tirathabae
- Apanteles tiro
- Apanteles tischeriae
- Apanteles tobiasi
- Apanteles tookei
- Apanteles toreicus
- Apanteles tormina
- Apanteles townesi
- Apanteles trabea
- Apanteles trachalus
- Apanteles transutus
- Apanteles transvaalensis
- Apanteles triareus
- Apanteles tricoloripes
- Apanteles trifasciatus
- Apanteles trochanteratus
- Apanteles trogos
- Apanteles tuliemensis
- Apanteles tulis
- Apanteles turanicus
- Apanteles turcmenicus
- Apanteles turionellae
- Apanteles turkestanicus
- Apanteles turkmenus
- Apanteles turri
- Apanteles typhon
- Apanteles uchidai
- Apanteles ultimus
- Apanteles ultor
- Apanteles unguifortis
- Apanteles upis
- Apanteles upoluensis
- Apanteles urgens
- Apanteles urgo
- Apanteles uroxys
- Apanteles usipetes
- Apanteles ussuriensis
- Apanteles uvidus
- Apanteles vacillans
- Apanteles vala
- Apanteles validus
- Apanteles valiko
- Apanteles valvatus
- Apanteles valvulae
- Apanteles wanei
- Apanteles varifemur
- Apanteles weitenweberi
- Apanteles venilia
- Apanteles venustus
- Apanteles verae
- Apanteles vernaliter
- Apanteles verticalis
- Apanteles victor
- Apanteles victoriae
- Apanteles victoriatus
- Apanteles wilkinsoni
- Apanteles vindicius
- Apanteles vipio
- Apanteles vitobiasi
- Apanteles wittei
- Apanteles vivax
- Apanteles vulgaris
- Apanteles wuyiensis
- Apanteles xanthopholis
- Apanteles xanthostigma
- Apanteles xerophila
- Apanteles zerovae
- Apanteles zhangi
- Apanteles zizaniae
- Apanteles znoikoi
- Apanteles zomborii